# Prečista Krajinska
Prečista Krajinska (crnogorski: Пречиста Крајинска) ili Bogorodica Krajinska ili Manastir Bogorodice Krajinske srednjovjekovni grad, utvrda i crkveno središte na jugozapadnoj obali Skadarskoga jezera, u suvremenoj Crnoj Gori, nekoć Dukljanskom kraljevstvu i Zetskoj državi.

### Prvi pomen u sačuvanim izvorima
Prvi puta se Prečista Krajinska u sačuvanim izvorima spominje u Ljetopisu popa Dukljanina, kada je koncem 10. st. u njoj pokopan Petrislav, otac Svetoga Vladimira (cit. na crnogor.): 

### Crkveno dukljansko-zetsko središte
Početkom 11. st. Prečista Krajinska je dvor kneza Vladimira. 
U njezinoj crkvi Sv. Marije, kojoj je ktitorka Vladimirova žena Kosara, prenijeto je njegovo tijelo iz Prespe 1019. godine: 
U 15. st. u Prečistoj Krajinskoj je stolovao zetski pravoslavni mitropolit. 

### Književna djelatnost
Pretpostavka je da se u Duklji glagoljska pismenost mogla razviti pod utjecajem snažnoga centra slavenske pismenosti u Ohridu. Uz Skadarsko jezero razvija se u 11. st. i kasnije književna djelatnost a u središtu je te djelatnosti bila Prečista Krajinska.

### Današnje stanje
Ostaci kompleksa danas su u ruševinama. Jedino je značajnije očuvana kula (imala pet katova) zvonika na zapadnom kraju jedne veće prostorije sazidane u nastavku crkve posvećene Uspenju Prečiste Bogorodice.

## Vanjske poveznice
- O Prečistoj Krajinskoj (crnogorski)
- Vlado Duletić, Čemer, tuga i plač Prečiste Krajinske (crnogorski)